# Staroïe Chaïgovo
Staroïe Chaïgovo (russe : Ста́рое Ша́йгово) est un village de Mordovie en fédération de Russie, siège administratif du raïon de Staroïe Chaïgovo et de l'établissement rural du même nom. Sa population était de 5 185 habitants en 2010 dont une majorité de Mochkas.

## Géographie
Le village se trouve dans la partie centrale de la région, sur la rive droite de la rivière Sivine, à 48 km à vol d'oiseau (et à 62 km par la route) de Saransk. La gare la plus proche, celle de Khovanchtchina, est à 28 km. 
La température moyenne est de -11,2°С en janvier et de +19,4°С en juillet.

## Histoire
La première mention de ce village date de 1692. Le village de Novoïe Chaïgovo est fondé dans la seconde moitié du XVIIIe siècle (aujourd'hui quartier de Staroïe Chaïgovo). Dans la Liste des localités de peuplement du gouvernement de Penza (1869), Staroïe Chaïgovo comprenait 92 foyers et faisait partie de l'ouïezd d'Insar. Le village possède alors une église dédiée à saint Nicolas. L'école paroissiale ouvre en 1889. Il y a 2 702 habitants en 1913, trois laiteries, six récoltants de miel, neuf moulins à vent, trois fabriques de goudron, deux distilleries, une forge, deux magasins, une brasserie, une maison de thé et une briqueterie.
Une cellule du parti communiste bolchévique y est fondée en 1918 et deux comités contre la pauvreté. Le kolkhoze Shanghai la Rouge est formé en 1929 et prend plus tard le nom de Molotov puis de Kirov. En 2001, cela devient l'exploitation agricole Koloss. L'école secondaire ouvre en 1932. Le village devient le siège du raïon en 1928.

### Étymologie
Son nom vient du mochka « chaï » qui signifie marais, car le village a été construit dans une vallée marécageuse près de la rivière.

## Population
- 1970 : 4417 habitants
- 1979 : 5035 habitants
- 1989 : 5258 habitants
- 2002 : 5205 habitants
- 2010 : 5185 habitants
- 2021 : 4818 habitants[3]

## Infrastructures

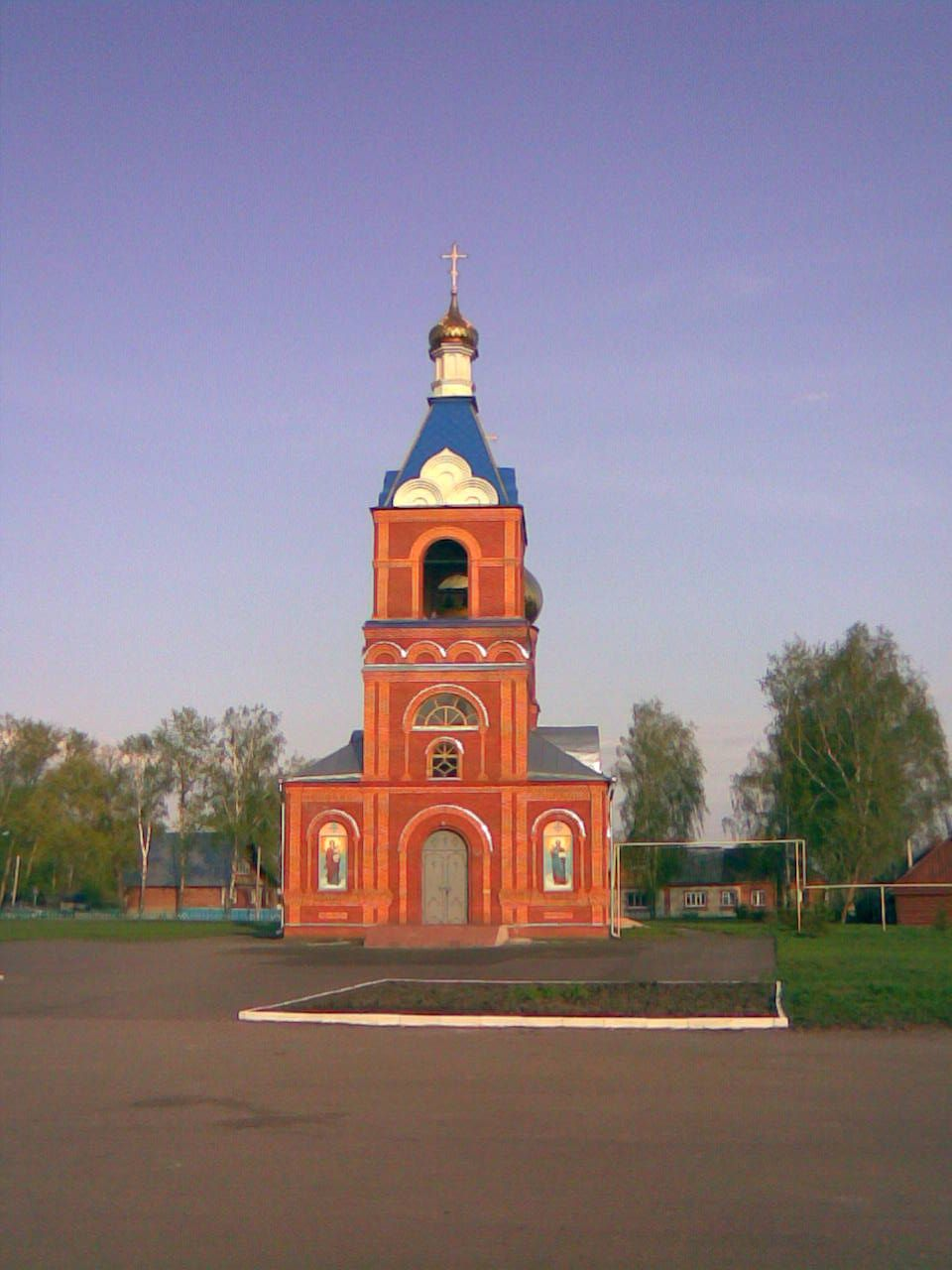
Clocher de l'église de Staroïe Chaïgovo.

Le village abrite plusieurs entreprises agroalimentaires et de construction, une école secondaire, deux jardins d'enfants, une école d'art, une centre de jeunesse, un petit hôpital d'arrondissement, un musée local, une maison de la culture, une succursale de la Sberbank et une de la Rosselkhozbank, des magasins, une centre d'aide sociale, un monument aux morts de la Grande Guerre patriotique, et une église et une chapelle qui dépendent de l'éparchie de Krasnoslobodsk.